# Mutarris-Aszur
Mutarris-Aszur (akad. Mutarriṣ-Aššur) – dostojnik za rządów asyryjskiego króla Szamszi-Adada V (823-811 p.n.e.), sprawujący na dworze królewskim urząd rab sza reszi („naczelnego eunucha”). Według roczników Szamszi-Adada V poprowadzić miał on w imieniu króla drugą wyprawę wojenną do Nairi. Brak jakichkolwiek późniejszych wzmianek o tej postaci skłonił niektórych uczonych do postawienia tezy, iż wkrótce po wspomnianej wyprawie musiał on wypaśċ z łask królewskich i utracić swe stanowisko.